# Qonce
Qonce, voorheen bekend als  King William's Town of Koning Willemsstad, is een plaats met 34.000 inwoners in de Zuid-Afrikaanse provincie Oost-Kaap. Het ligt nabij de havenstad Oost-Londen en grenst aan de provinciehoofdstad Bhisho, en vormt samen met die twee steden de gemeente Buffalo City, die aan zijn naam komt vanwege de Buffelsrivier. De plaats zelf is genoemd naar Willem IV van het Verenigd Koninkrijk.

## Subplaatsen
Het nationaal instituut voor de statistiek, Stats SA, deelt sinds de census 2011 deze hoofdplaats in in 16 zogenaamde subplaatsen (sub place), waarvan de grootste zijn:
Beacon Hill • Breidbach • King William's Town SP • Westbank.

## Geboren
- Davidson Don Tengo Jabavu (1885-1959), schrijver, hoogleraar en politiek activist
- Steve Biko (1946-1977), anti-apartheidsactivist
- Raven Klaasen (16 oktober 1982), tennisspeler